# Széchenyi-hegyi adótorony
A Széchenyi-hegyi adótorony Budapest XII. kerületében, a Széchenyi-hegyen található amely gerincadóként földfelszíni sugárzású analóg rádió, valamint digitális televízió csatornák műsorait továbbítja (DVB-T/T2 szabványú One Földfelszíni TV). Jelenleg az Antenna Hungária tulajdonában van. Az acélból készült antenna kitolt állapotában Magyarország 9. legmagasabb építménye a maga 192 méteres magasságával (alapállapotban 175 m, a tetején levő antenna 17 méteres). Az adótorony a Budai-hegység budapesti részének jellegzetes építménye a hármashatár-hegyi (felső-kecske-hegyi) adótorony mellett.

## Története

### Előzmények és az első adás

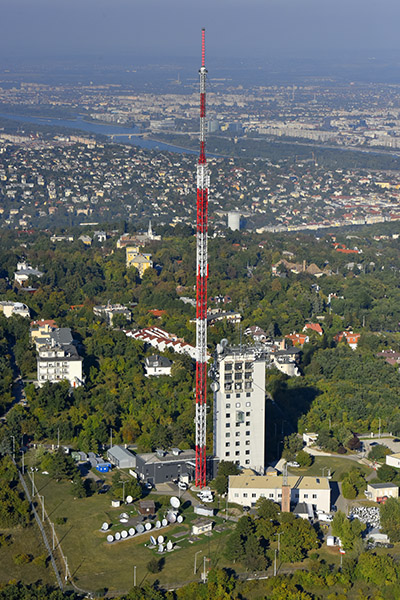
A torony légi felvételen. A háttérben a Margit-sziget

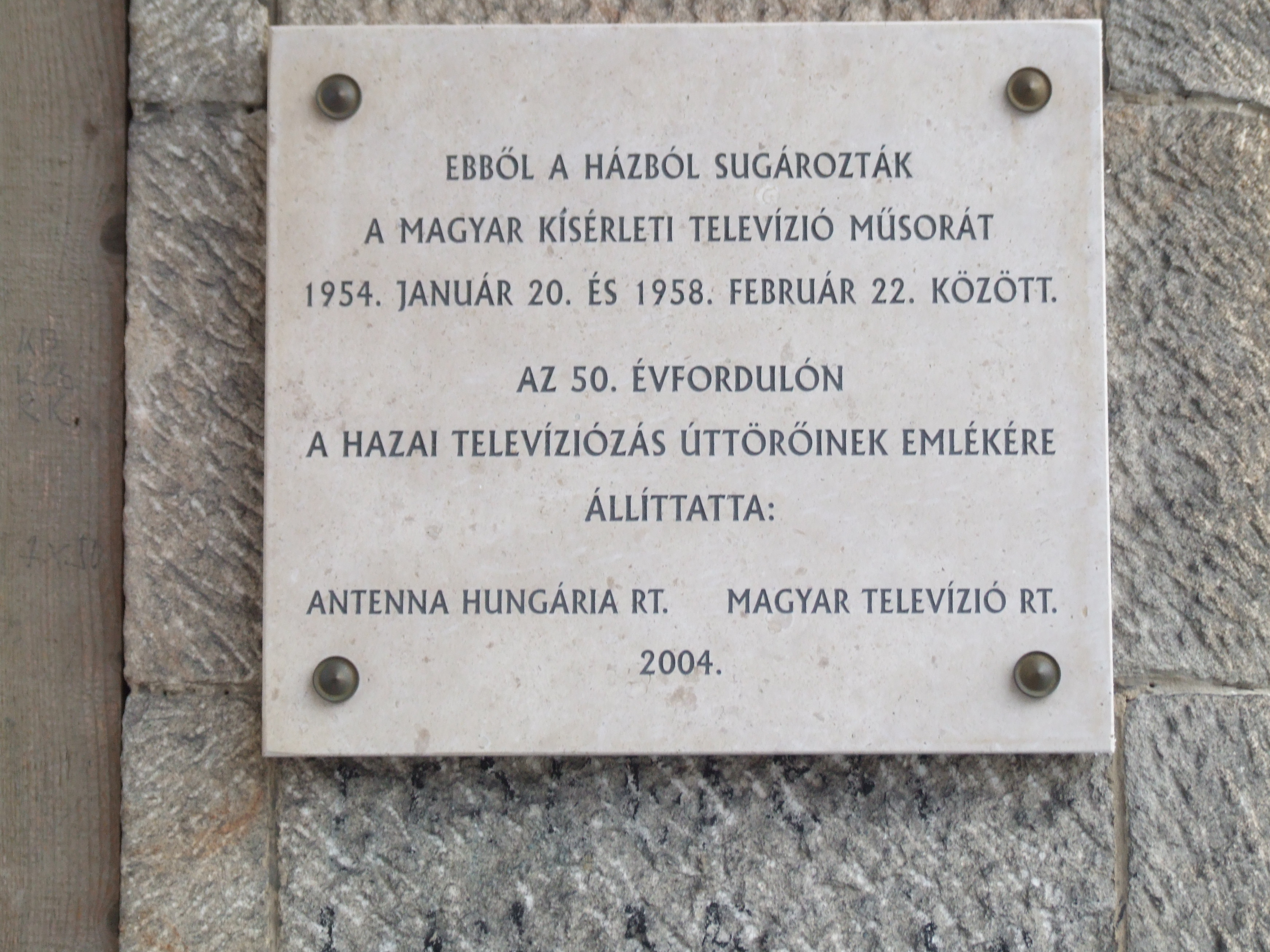
Emléktábla az Agancs út 30-32. számú ház falán

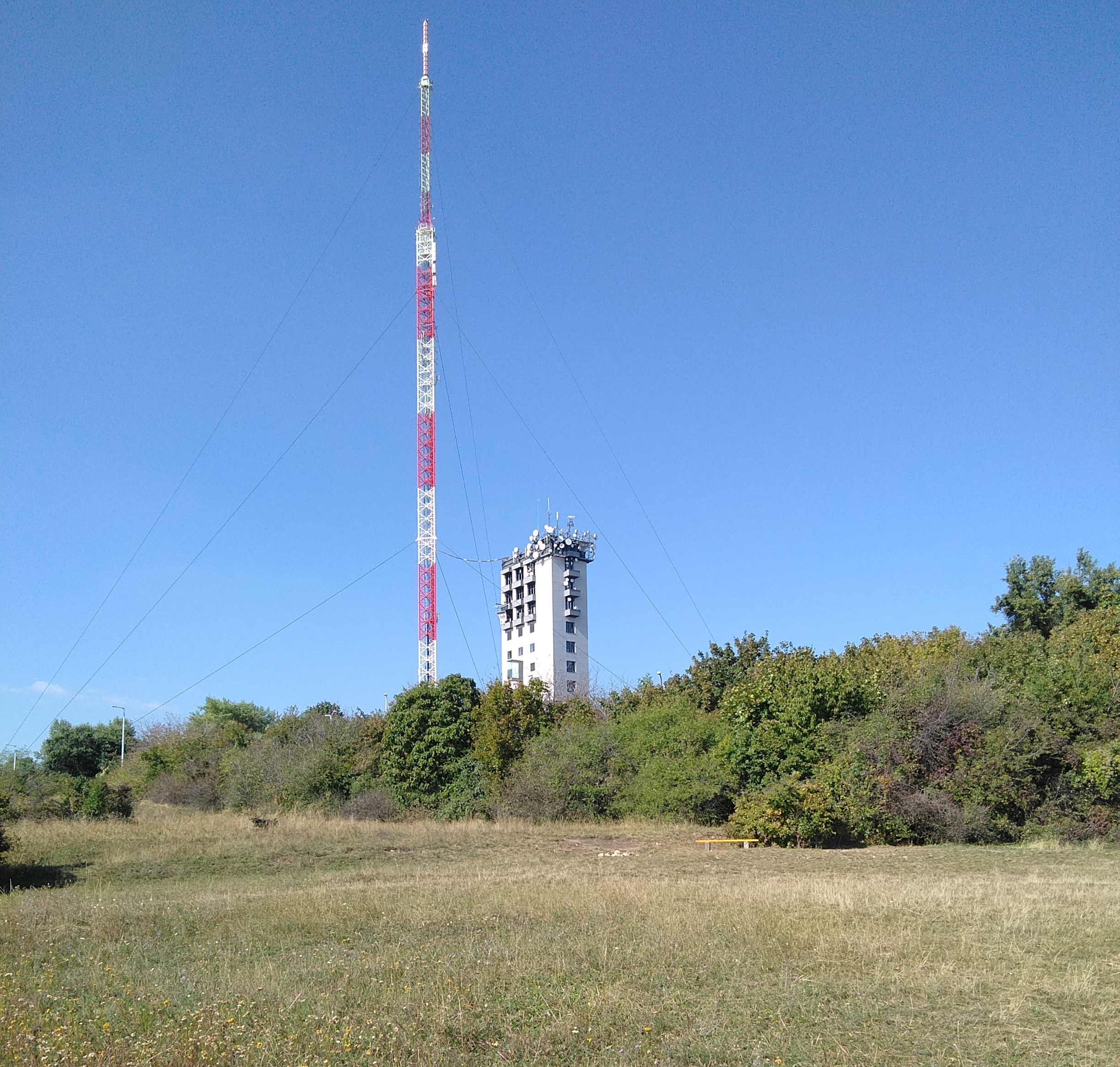
A tornyot délkelet felől az Apáca-rét övezi

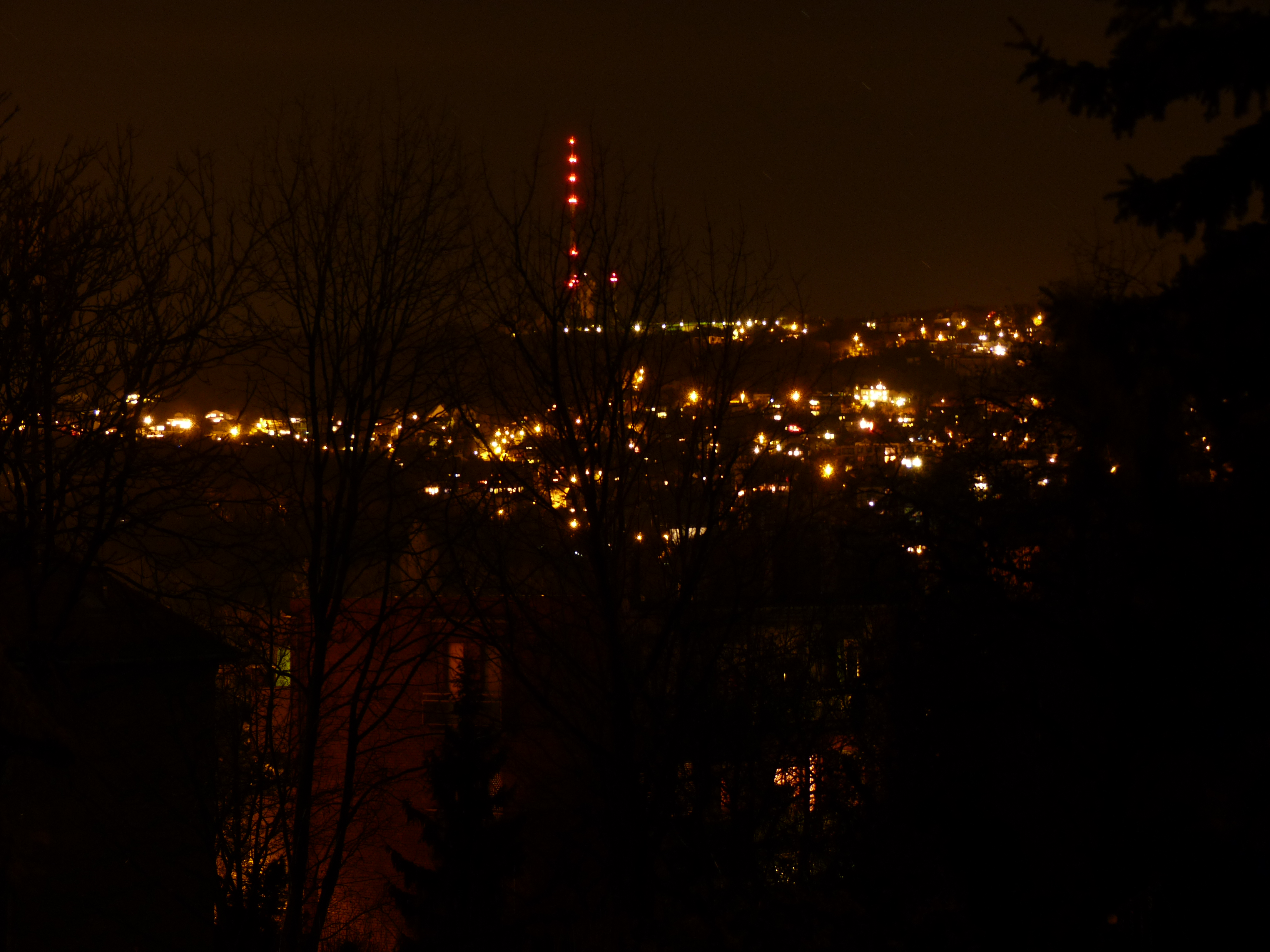
Éjszaka, repülésbiztonsági akadályfényekkel kivilágítva

1952 februárjában a Minisztertanács hozzájárulását adta, miszerint párthatározatban mondják ki, hogy hazánkban 1954. május 1-jéig meg kell indítani a televíziózást. A műszaki végrehajtás a Magyar Postára hárul. A Posta, miután a Minisztertanács 1953. január 23-án hozzájárult, létrehozta a Magyar Televízió Vállalatot, szervezésével Baczynsky Istvánt bízták meg. 1955-ben a Magyar Rádióban létrehozták a Televíziós Osztályt, amely a műsorok műszaki elkészítésére volt hivatott, míg a műsor sugárzása a Magyar Posta feladatkörébe tartozott, ennek kapcsán alakult meg 1953-ban a Posta Kísérleti Állomás. Az első próbaadást 1953. december 16-án a Gyáli úti Posta Kísérleti Állomásról sugározták. A második próbaadást 1954. január 20-tól 1958. február 22-ig a Széchenyi-hegyen, az egykori Agancs úti Hargita szálló mellett, a Magyar Posta Kísérleti Intézete állományába vett épület mellől sugározták egy kisebb, ideiglenes acéltoronyból, amire a Távvezetéképítő Vállalat szerelte fel az első adóantennát. Innen 1956 tavaszától kísérleti adások mentek keddi és pénteki napokon. A szomszédjában, az 1911-1948 között golfpályaként használt Apáca-réten 1956–1958 között megépült az első adótorony a Csíz utca 2-8. szám alatti telephelyen. 1956 tavaszán kezdődött el a vasbetonból készült, 60 méter magas adótorony építése a Széchenyi-hegyen, amelyet 1958. február 22-én adtak át. Az épületben helyet kapott egy NDK gyártmányú, O1-frekvenciájú 30/10 KW-os adóberendezés, egy francia mikrohullámú berendezés, később pedig már URH-adó is. Az épület tetejére egy 38 méter magas antennaárbocot szereltek fel négyemeletes lepkeantennával. A tetejére egy 38 méter magas antennaárbocot szereltek fel négyemeletes lepkeantennával. Innen a televízió 1-es csatornája 1957 február 23-án kezdte meg a teszt sugárzást, szintén heti két nap gyakorisággal, amelyet már 50-90 km körzetben lehetett fogni. A Magyar Televízió hivatalosan az 1957 május elsejei felvonulás élő közvetítésével kezdte meg a rendszeres adását.

### Az új torony
Egy ideig ez volt az egyetlen adó az országban, ezzel együtt gyakoriak voltak az üzemzavarok, nehézkes volt a karbantartása, és számos alkalommal maradtak le a nézők fontosabb események közvetítéseiről (pl. az 1965. áprilisi Győri ETO–Benfica BEK-elődöntőről) adáshiány miatt. Ezen okok miatt felgyorsult a hazai sugárzás korszerűsítése és bővítése, 1975-ben egy új, alacsony adóépülettel együtt állították fel a régi épület mellé az azóta 192 méter magasra nőtt antennatornyot, amely a földi televízióadásokon kívül több rádióadót is sugároz. 1984-ben az időjárás okozta erozió miatt kicserélték az eredeti süttői mészkőburkolatot korszerűbbre, hőszigetelt homlokzattal és új ablakkiosztással. Az Antenna Hungária Országos Mikrohullámú Központja (rövidítve: OMK) is itt működik. (egyúttal pedig a XII. kerület egyik jelképévé is vált), a régi toronyban csupán a mikrohullámú adás lebonyolítása maradt. Az elavult RTF helyére új, 20/4 kW-os adót telepítettek az új adóházba, innen volt fogható a Kossuth, Petőfi, majd a Bartók rádiók zenei műsora. 1986-tól a parabolaantennával fogható mikrojelek sugárzása is kezdetét vette. 1987-ben elindul az AM-Mikró rendszer eredetileg a kiemelt budapesti szállodák részére, azzal a céllal, hogy a nyugati szállóvendégek részére saját nyelvű szolgáltatást nyújtsanak. 1989-ben az AM-Mikró hálózat pont-multipont rendszerré alakul át, így létrejön a korlátlanul hozzáférhető mikrohullámú rendszer. Az ezredfordulón a kódolatlan AM-Mikró szolgáltatás helyett az Antenna Hungária az AntennaMikro márkanéven bevezeti a kódolt mikrohullámú lakossági műsorelosztást. Az addig a Széchenyi-hegyi adótoronyból sugárzott, műholdas parabolaantennán keresztül szabadon fogható földfelszíni szolgáltatás ekkor vált szabályozottá és előfizetésessé. 2005-ben az analóg AntennaMikro-t felváltja a digitális Antenna Digital adása. (Jelenleg HelloDigital néven fut, a Széchenyi-hegyi adótorony mellett a Hármashatár-hegy melletti Felső-Kecske-hegyi ORFK toronyból és az óbudai FŐTÁV fűtőmű kéményéről is sugározza az előfizetéses szolgáltatást.)

### A rendszerváltás után
A rendszerváltás idején, 1989 decemberében a Magyar Posta három nagy szolgáltatási ága szétvált, önálló vállalattá alakultak: létrejött a Magyar Posta Vállalat (ma Magyar Posta Zrt.), a Magyar Távközlési Vállalat (ma Magyar Telekom Nyrt.) és a Magyar Műsorszóró Vállalat (ma Antenna Hungária Zrt.). Üzembe helyezésre került a korszerűbb, Toshiba gyártmányú adó. 1996-ban a Magyar Televízió átállt a SECAM rendszerről PAL normára. (A földfelszíni televíziós hálózatokon később megtörténik a NICAM-rendszerű sztereó hangtovábbításra való átállás is.) 1998-ban 100 MHz-es URH-adóhálózat épült a négy országos rádióadó kiszolgálására, valamint egy televíziós adót és egy műholdas feladóállomást is létesítettek, később pedig országos digitális, nagy sávszélességű szétosztó hálózat is kiépítésre került.
Az évtizedek alatt elhasználódott és a tetején mikrohullámú antennákkal telezsúfolt adóépület a melléképületekkel együtt, a 2013-as digitális átállást megelőzően, 2008-2011 között kapott egy komolyabb, átfogó felújítást. 2018-ra elkészült a külső rekonstrukció. A hatodik emeleti új VIP tárgyalóban a homlokzat északi és déli síkjából kiugró zárt kilátó található üvegerkélyekkel kiegészítve.
Az analóg földfelszíni műsorszórás a VHF 1 csatornán sugárzó budapesti adó 2011. augusztus 14-én történt lekapcsolásával ért véget 53 év után, amikor a funkcióját fokozatosan a digitális technológia vette át. A másik nagyadót (UHF 41 csatorna) 2013. július 31-én kapcsolták le. Ezzel egy időben két további frekvencia analóg sugárzása is megszűnt: Az UHF 24 a Magyar Televízió második műsorát sugározta. Ezt 1997-ben az RTL Klub kapta meg. Az UHF 58 pedig eredetileg a szovjet televízió műsorát sugározta, majd 1997-től az TV2 adását.

## FM rádió
Jelenleg a következő rádiók sugároznak analóg technológiával az adótoronyból az URH-FM sávon:
| Frekvencia (MHz) | Állomás                | ERP     |
| ---------------- | ---------------------- | ------- |
| 89.5             | Rádió 1                | 100 kW  |
| 94.8             | Petőfi Rádió           | 78 kW   |
| 95.3             | Karc FM                | 0.93 kW |
| 95.8             | Sláger FM              | 2 kW    |
| 98.6             | Manna FM               | 2 kW    |
| 100.8            | Dankó Rádió            | 79.4 kW |
| 102.1            | Magyar Katolikus Rádió | 0.25 kW |
| 103.3            | Retro Rádió            | 100 kW  |
| 103.9            | A ROCK                 | 0.83 kW |
| 105.3            | Bartók Rádió           | 81.8 kW |
| 107.8            | Kossuth Rádió          | 83.2 kW |